# دوري الدرجة الأولى الأرجنتيني 1913
دوري الدرجة الأولى الأرجنتيني 1913 (بالإسبانية: Campeonato de Primera División 1913)‏ هو الموسم 22 من دوري الدرجة الأولى الأرجنتيني. أقيم خلال الفترة 13 أبريل 1913 وحتى 28 ديسمبر 1913، وأشرف على تنظيمه اتحاد الأرجنتين لكرة القدم، وكان عدد الأندية المشاركة فيه 15، وفاز فيه نادي راسينغ.